# 미애
미애(1968년 10월 8일 ~ )는 대한민국의 전 가수이다. 철이와 미애와 3인조 혼성그룹 허니의 멤버였는데 한때 듀스 제 3의 멤버 물망에 올랐으나 신철의 구애 탓인지 철이와 미애로 급선회했다. 여성 힙합래퍼의 시초로 볼 수 있는 가수이며 힙합 프로젝트 앨범 《1999 대한민국》에도 참여하였다.
2007년 미국으로 유학을 떠난 후 현재는 뉴욕에 거주 중이다.
1. ↑  박승우 (2016년 4월 27일). “'슈가맨' 철이와 미애, 갑작스런 활동 중단 '이유' 공개…"딱 2년만 하자고 했다"”. 스포츠Q. 2024년 4월 3일에 확인함.